# Athysanella strobila
Athysanella strobila är en insektsart som beskrevs av Blocker 1988 . Athysanella strobila ingår i släktet Athysanella och familjen dvärgstritar. Inga underarter finns listade i Catalogue of Life.